# 코파 델 레이 2020-21
코파 델 레이 2020-21(스페인어: Copa del Rey de Fútbol 2020-21)은 코파 델 레이의 117번째 시즌이다. 우승 구단은 유로파리그 조별 리그 진출권을 확보했다. 결승에 진출한 두 구단 모두 수페르코파 데 에스파냐 참가권을 획득했다.
전 시즌 우승을 거둔 레알 소시에다드는 2021년 결승전 2주 전까지 연기된 전년도 대회 결승전에서 승리해 우승했다. 그러나 그보다 앞서 2020-21 시즌에는 16강전에 베티스에 패해 2020년 대회 결승전을 치르기도 전에 탈락했다. 바르셀로나는 결승전에서 아틀레틱 빌바오를 이기고 3년 만이자 통산 31번째 대회 우승을 거두며 최다 우승 기록을 또다시 경신했다.
스페인 전국 시간은 2020년 10월 26일부터 2021년 3월 27일까지는 CET(UTC+01:00)을 기준으로, 나머지는 CEST(UTC+02:00)을 기준으로 되어 있다.

## 일정과 형식
2020년 9월 14일, 스페인 왕립 축구 연맹은 대회 일정을 발표했고, 전 시즌과 동일한 형식으로 진행될 것임을 발표했다.
| 단계     | 추첨 날짜        | 경기 날짜        | 편성 쌍 수 | 구단 수   | 상세 정보 |
| -------- | ---------------- | ---------------- | ---------- | --------- | --- |
| 예선     | 2020년 10월 29일 | 2020년 11월 11일 | 10         | 126 → 116 | 합류: 2019-20 시즌 5부 자격으로 참가. 상대 시드: 구단들은 지역 조건에 따라 맞대결 성사. 지역 시드: 추첨에 따라 결정. 토너먼트전 형식: 단판 승부. |
| 1라운드  | 2020년 11월 16일 | 2020년 12월 16일 | 56         | 116 → 60  | 합류: 수페르코파 데 에스파냐 참가 4개 구단을 제외한 모든 본선 진출 구단. 상대 시드: 라 리가 소속 구단들은 최하부 리그 구단 상대. 나머지 4개 구단은 세군다 디비시온 B 소속 구단 상대. 지역 시드: 하부 리그 구단의 안방에서 경기 진행. 토너먼트전 형식: 단판 승부. |
| 2라운드  | 2020년 12월 18일 | 2021년 1월 6일   | 28         | 60 → 32   | 상대 시드: 라 리가 소속 구단들은 최하부 리그 구단 상대. 지역 시드: 하부 리그 구단의 안방에서 경기 진행. 토너먼트전 형식: 단판 승부. |
| 32강전   | 2021년 1월 8일   | 2021년 1월 16일  | 16         | 32 → 16   | 합류: 수페르코파 데 에스파냐 참가 4개 구단. 상대 시드: 라 리가 소속 구단들은 최하부 리그 구단 상대. 지역 시드: 하부 리그 구단의 안방에서 경기 진행. 토너먼트전 형식: 단판 승부.                                                                                  |
| 16강전   | 2021년 1월 22일  | 2021년 1월 27일  | 8          | 16 → 8    | 상대 시드: 라 리가 소속 구단들은 최하부 리그 구단 상대. 지역 시드: 하부 리그 구단의 안방에서 경기 진행. 토너먼트전 형식: 단판 승부. |
| 8강전    | 2021년 1월 29일  | 2021년 2월 3일   | 4          | 8 → 4     | 상대 시드: 추첨에 따라 결정. 지역 시드: 하부 리그 구단의 안방에서 경기 진행. 토너먼트전 형식: 단판 승부. |
| 준결승전 | 2021년 2월 5일   | 2021년 2월 10일  | 2          | 4 → 2     | 상대 시드: 추첨에 따라 결정. 지역 시드: 추첨에 따라 결정. 토너먼트전 형식: 1·2차전. |
| 준결승전 | 2021년 2월 5일   | 2021년 3월 3일   | 2          | 4 → 2     | 상대 시드: 추첨에 따라 결정. 지역 시드: 추첨에 따라 결정. 토너먼트전 형식: 1·2차전. |
| 결승전   |                  | 2021년 4월 17일  | 1          | 2 → 1     | 세비야의 라 카르투하에서 단판 승부. 결승 진출 구단은 수페르코파 데 에스파냐 진출권 확보. 유로파리그 진출권: 우승 구단은 유로파리그 조별 리그 진출권 확보.** |

참고
- 1·2차전 형식에서는 원정 다득점 원칙 적용, 단판 승부 경기에서는 미적용
- 동률로 끝난 경기는 연장전에 돌입. 이후에도 동률인 경우 승부차기로 다음 단계 진출 구단 결정

## 참가 구단
다음 구단들이 2020-21 시즌 코파 델 레이에 참가했다. 2군 구단들은 제외되었다.
| 라 리가 2019-20 시즌의 20개 구단 | 세군다 디비시온 2019-20 시즌의 22개 구단 | 세군다 디비시온 B 2019-20 시즌에 가장 좋은 성적을 낸 2군 제외 7개 구단 | 테르세라 디비시온 2군이 아닌 2019-20 시즌 18개조 최상위 18개 구단, 그 외에 2군을 제외하고 준우승을 제외하고 준우승을 차지한 상위 14개 구단 | 코파 페데라시온 2019-20 시즌 준결승 진출 4개 구단     | 지역 리그 5부 리그 20개조 2019-20 시즌 우승 구단 |
| - 알라베스 - 아틀레틱 빌바오 - 아틀레티코 마드리드 - 바르셀로나 - 셀타 비고 - 에이바르 - 에스파뇰 - 헤타페 - 그라나다 - 레가네스 - 레반테 - 마요르카 - 오사수나 - 베티스 - 레알 마드리드 - 레알 소시에다드 - 세비야 - 발렌시아 - 바야돌리드 - 비야레알 | - 알바세테 - 알코르콘 - 알메리아 - 카디스 - 데포르티보 - 엘체 - 엑스트레마두라 - 푸엔라브라다 - 지로나 - 우에스카 - 라스 팔마스 - 루고 - 말라가 - 미란데스 - 누만시아 - 폰페라디나 - 라요 바예카노 - 오비에도 - 라싱 산탄데르 - 스포르팅 히혼 - 테네리페 - 사라고사 | - 아모레비에타 - 안도라 - 아틀레티코 발레아레스 - 바다호스 - 부르고스 - 칼라오라 - 카르타헤나 - 카스테욘 - 코르도바 - 코르넬랴 - 쿨투랄 레오네사 - 코루호 - 구이후엘로 - 아로 - 인테르나시오날 마드리드 - 라 누시아 - 리넨세 - 례이다 에스포르티우 - 마르베야 - 올로트 - 페냐 데포르티바 - 폰테베드라 - 라요 마하다온다 - 사바델 - 산 페르난도 - 이비사 (UD) - 로그로녜스 - 예클라노 | - 알코야노 - 아틀레티코 풀필레뇨 - 시우다드 데 루세나 - 콤포스텔라 - 코리아 - 엘 에히도 - 힘나스티카 세고비아나 - 힘나스티카 토렐라베가 - 이비사 이슬라스 피티우사스 - 로스피탈레트 - 라레도 - 레알타드 - 리나레스 - 야네라 - 로르카 데포르티바 - 마리노 - 무틸베라 - 나발카르네로 - 오우렌세 - 포블렌세 - 포르투갈레테 - 킨타나르 델 레이 - 산 후안 - 로그로녜스 (SD) - 세스타오 - 소쿠에야모스 - 타라소나 - 테라사 - 테루엘 - 바레아 - 비야노벤세 - 사모라 | - 라스 로사스 - 레이오아 - 랴고스테라 - UCAM 무르시아 | - 아나이타수나 - AUGC 데포르티바 - 부뇰 - 칸톨라과 - 카르다사르 - 치나토 - 콜레히오스 디오세사노스 - 에필라 - 기아 - 마르차말로 - 미엥고 - 몬타녜사 - 모스톨레스 - 라싱 무르시아 - 라싱 리오하 - 리바두미아 - 링콘 - 루사디르 - 티타니코 - 토마레스 |

1. 1 2 3 4  아틀레틱 빌바오, 바르셀로나, 레알 마드리드, 그리고 레알 소시에다드는 수페르코파 데 에스파냐를 참가함에 따라 32강부터 대회에 합류했다.
2. ↑  전 시즌 우승 구단

## 예선 라운드

### 추첨
예선 라운드 참가 구단들은 지역 조건에 따라 4개 조로 분류되었다.
| 1조                                                                         | 2조                                 | 3조                                                         | 4조                             |
| --------------------------------------------------------------------------- | ----------------------------------- | ----------------------------------------------------------- | ------------------------------- |
| 아나이타수나 콜레히오스 디오세사노스 미엥고 라싱 리오하 리바두미아 티타니코 | 칸톨라과 카르다사르 에필라 몬타녜사 | AUGC 데포르티바 치나토 라싱 무르시아 링콘 루사디르 토마레스 | 부뇰 기아 마르차말로 모스톨레스 |

### 경기 결과
| 2020년 11월 11일 | 루사디르 (5)                                   | 1–2    | 링콘 (5) | 멜리야                                               |  |  |
| 18:00            | 모하메드 9′ (페널티) · 파리드 1호 25′ (페널티) | 리포트 | 존슨 21′ | 경기장: 라 에스피게라 심판: 카를로스 아그라스 디아스 |  |  |
|                  |                                                |        |          |                                                      |  |  |

| 2020년 11월 11일 | AUGC 데포르티바 (5) | 0–3    | 라싱 무르시아 (4)                                  | 세우타                                                        |  |  |
| 18:30            |                     | 리포트 | 세르지 발스 10′ · 카를로스 알바레스 48′ · 니코 65′ | 경기장: 알폰소 무루베 관중 수: 0 심판: 호르헤 곤살레스 산체스 |  |  |
|                  |                     |        |                                                    |                                                               |  |  |

| 2020년 11월 11일 | 티타니코 (4) | 0–2    | 아나이타수나 (4)       | 엘 엔트레고                                          |  |  |
| 19:00            |              | 리포트 | 미켈 62′ (페널티), 89′ | 경기장: 누에보 날론 심판: 카를로스 카니바노 아리아스 |  |  |
|                  |              |        |                        |                                                      |  |  |

| 2020년 11월 11일 | 라싱 리오하 (4)                        | 3–0    | 콜레히오스 디오세사노스 (4) | 로그로뇨                                           |  |  |
| 19:00            | 루비오 77′ · 아라나 80′ · 테노리오 90′ | 리포트 |                             | 경기장: 엘 살바도르 심판: 가이스카 레가라 고르고뇬 |  |  |
|                  |                                        |        |                             |                                                    |  |  |

| 2020년 11월 11일 | 몬타녜사 (4) | 0–1    | 칸톨라과 (4) | 바르셀로나                                                 |  |  |
| 19:00            |              | 리포트 | 베냐트 71′   | 경기장: 바리스 신 시립 경기장 심판: 보르하 기하로 콜로메르 |  |  |
|                  |              |        |              |                                                            |  |  |

| 2020년 11월 11일                  | 카르다사르 (4) | 0–0 (4–3 승부차기)                                | 에필라 (4) | 산트 료렌스 데스 카르다사르                                 |  |  |
| 19:00                             |                | 리포트                                            |            | 경기장: 에스 몰레테르 관중 수: 300 심판: 알폰소 로스 고메스 |  |  |
|                                   |                | 승부차기                                          |            |                                                             |  |  |
| 라미스 · 에르난데스 · 률 · 로페스 |                | 루이스 코스타 · 팔로 · 베르둔 · 투루비아 · 레돈도 |            |                                                             |  |  |
|                                   |                |                                                   |            |                                                             |  |  |

| 2020년 11월 11일 | 토마레스 (5)                    | 3–0    | 치나토 (4) | 토마레스                                             |  |  |
| 19:30            | 힐 54′ · 메사 56′, 79′ (페널티) | 리포트 |            | 경기장: 산 세바스티안 심판: 살바도르 알카라스 야녜스 |  |  |
|                  |                                 |        |            |                                                      |  |  |

| 2020년 11월 11일 | 미엥고 (5) | 0–1    | 리바두미아 (4) | 미엥고                                                   |  |  |
| 20:00            |            | 리포트 | 아발 75′       | 경기장: 쿠치아 심판: 혼 안데르 아스쿠에나가 아스토르키사 |  |  |
|                  |            |        |                |                                                          |  |  |

| 2020년 11월 11일                                          | 모스톨레스 (4) | 0–0 (4–5 승부차기)                     | 마르차말로 (4) | 모스톨레스                                              |  |  |
| 20:00                                                     |                | 리포트                                 |                | 경기장: 엘 소토 관중 수: 550 심판: 우사마 세브티 모타르 |  |  |
|                                                           |                | 승부차기                               |                |                                                         |  |  |
| 엘메르 · 루벤 무뇨스 · 호세 앙헬 · 아브라암 · 마리오 두케 |                | 호세미 · 페냘보 · 기예 · 다니요 · 카피 |                |                                                         |  |  |
|                                                           |                |                                        |                |                                                         |  |  |

| 2020년 11월 11일  | 기아 (4) | 0–1    | 부뇰 (5)     | 산타 마리아 데 기아                                        |  |  |
| 21:30 (20:30 WET) |          | 리포트 | 알베르트 75′ | 경기장: 옥타비오 에스테베스 심판: 크리스티안 산체스 모라가 |  |  |
|                   |          |        |              |                                                            |  |  |

참고
1. ↑  티타니코는 본래 안방 구장인 라비아나의 라스 톨비아스에 야간 조명 시설이 없기에 대신에 누에보 날론에서 경기를 치렀다.

## 1라운드
1라운드에는 수페르코파 데 에스파냐에 참가하는 4개 구단을 제외한 모든 구단이 합류했다. 예선 라운드를 통과한 10개 구단은 라 리가 구단들과 짝지어졌다. 나머지 6개 구단과 세군다 디비시온 22개 구단은 코파 페데라시온 준결승 진출 4개 구단들과 테르세라 디비시온의 14개 구단, 그리고 세군다 디비시온 B의 10개 구단과 맞대결이 성사되었다. 그리고, 세군다 디비시온 B의 남은 36개 구단은 맞대결을 펼치게 되었다. 같은 리그에 속한 구단들과의 맞대결의 경우 안방에서 경기를 치를 구단은 추첨 순서에 따라 결정되었고, 나머지의 경우 하부 리그 구단의 안방에서 경기가 치러졌다. 112개 구단이 참가해 총 56경기가 2020년 12월 15일부터 30일까지 진행되었다.

### 추첨
추첨식은 세비야 라 카르투하에서 2020년 11월 16일에 진행되었다. 참가 구단은 참여하는 리그에 따라 5개 포트로 나뉘었다.
| 1포트 예선 라운드 승자 10개 구단                                                                    | 2포트 라 리가 16개 구단 | 3포트 테르세라 디비시온 준우승 14개 구단 및 코파 페데라시온 준결승 진출 4개 구단 | 4포트 세군다 디비시온 22개 구단 | 5포트 세군다 디비시온 B 28개 구단 및 테르세라 디비시온 우승 18개 구단 |
| 아나이타수나 부뇰 칸톨라과 카르다사르 마르차말로 라싱 무르시아 라싱 리오하 리바두미아 링콘 토마레스 | 알라베스 아틀레티코 마드리드 카디스 셀타 비고 에이바르 엘체 헤타페 그라나다 우에스카 레반테 오사수나 베티스 세비야 발렌시아 바야돌리드 비야레알 | 아틀레티코 풀필레뇨 이비사 이슬라스 피티우사스 시우다드 데 루세나 코리아 힘나스티카 세고비아나 힘나스티카 토렐라베가 라스 로사스 레이오아 랴고스테라 야네라 오우렌세 킨타나르 델 레이 산 후안 세스타오 테라사 테루엘 UCAM 무르시아 바레아 | 알바세테 알코르콘 알메리아 카르타헤나 카스테욘 에스파뇰 푸엔라브라다 지로나 라스 팔마스 레가네스 루고 말라가 마요르카 미란데스 폰페라디나 라요 바예카노 오비에도 사바델 스포르팅 히혼 테네리페 사라고사 로그로녜스 | 알코야노 아모레비에타 안도라 아틀레티코 발레아레스 바다호스 부르고스 칼라오라 콤포스텔라 코르도바 코르넬랴 쿨투랄 레오네사 코루호 데포르티보 엘 에히도 엑스트레마두라 구이후엘로 아로 인테르나시오날 마드리드 로스피탈레트 라 누시아 라레도 레알타드 리나레스 리넨세 례이다 에스포르티우 로르카 데포르티바 마르베야 마리노 무틸베라 나발카르네로 누만시아 올로트 페냐 데포르티바 포블렌세 폰테베드라 포르투갈레테 라싱 산탄데르 라요 마하다온다 산 페르난도 로그로녜스 (SD) 소쿠에야모스 타라소나 이비사 (UD) 비야노벤세 예클라노 사모라 |

### 경기 결과
| 2020년 12월 15일 | 아틀레티코 풀필레뇨 (4) | 1–2    | 루고 (2)         | 풀피                                       |  |  |
| 18:00            | P. 몬테로 67′           | 리포트 | 엘 아센 57′, 88′ | 경기장: 산 미겔 심판: 라파엘 산체스 로페스 |  |  |
|                  |                         |        |                  |                                            |  |  |

| 2020년 12월 15일 | 마르차말로 (4)             | 2–3 (연) | 우에스카 (1)       | 마르차말로                                          |  |  |
| 19:00            | 페르난데스 63′ · 세로 118′ | 리포트   | 미르 9′, 94′, 111′ | 경기장: 라 솔라나 심판: 호세 루이스 무누에라 몬테로 |  |  |
|                  |                            |          |                    |                                                     |  |  |

| 2020년 12월 15일 | 토마레스 (5) | 0–6    | 오사수나 (1)                                                                       | 세비야                                         |  |  |
| 19:00            |              | 리포트 | 바르하 23′, 83′ · 롱카글리아 30′ · 가예고 49′ (페널티) · 사베리오 69′ · 카예리 89′ | 경기장: 라 카르투하 심판: 발렌틴 피사로 고메스 |  |  |
|                  |              |        |                                                                                    |                                                |  |  |

| 2020년 12월 15일 | 칸톨라과 (4) | 0–5    | 바야돌리드 (1)                                         | 에스테야-리사라                                            |  |  |
| 19:00            |              | 리포트 | 토니 31′, 64′ · 조타 37′ · 살라사르 55′ · 알카라스 88′ | 경기장: 메르카톤도아 심판: 리카르도 데 부르고스 벵고에체아 |  |  |
|                  |              |        |                                                        |                                                            |  |  |

| 2020년 12월 15일 | 세스타오 (4) | 0–2 (연) | 테네리페 (2)           | 세스타오                                       |  |  |
| 19:00            |              | 리포트   | 샤쇼와 99′ · 애피 103′ | 경기장: 라스 야나스 심판: 다니엘 오콘 아라이스 |  |  |
|                  |              |          |                        |                                                |  |  |

| 2020년 12월 15일 | 포르투갈레테 (3) | 1–0    | 폰페라디나 (2) | 포르투갈레테                                       |  |  |
| 19:00            | 발레로 73′       | 리포트 |                | 경기장: 라 플로리다 심판: 호수 갈레크 아페스테기아 |  |  |
|                  |                  |        |                |                                                    |  |  |

| 2020년 12월 15일 | 시우다드 데 루세나 (4) | 0–3    | 세비야 (1)                                    | 루세나                                                    |  |  |
| 20:00            |                        | 리포트 | 오스카르 2′ · 더 용 14′ · 주르단 45′ (페널티) | 경기장: 루세나 시립 경기장 심판: 하비에르 알베롤라 로하스 |  |  |
|                  |                        |        |                                               |                                                           |  |  |

| 2020년 12월 15일 | 오우렌세 (4) | 0–1 (연장전) | 레가네스 (2)  | 오우렌세                                     |  |  |
| 20:00            |              | 리포트       | 곤살레스 102′ | 경기장: 오 코우토 심판: 이냐키 비칸디 가리도 |  |  |
|                  |              |              |               |                                              |  |  |

| 2020년 12월 15일 | 코리아 (4)                  | 2–3    | 오비에도 (2)                 | 코리아                                              |  |  |
| 20:30            | 페르난데스 17′ · 마이요 56′ | 리포트 | 로사다 41′ · 무히카 43′, 77′ | 경기장: 라 이슬라 심판: 루이스 마리오 미야 알벤디스 |  |  |
|                  |                             |        |                              |                                                     |  |  |

| 2020년 12월 16일 | 코루호 (3) | 0–4    | 말라가 (2)                                           | 비고                                              |  |  |
| 15:15            |            | 리포트 | 사 18′ · 후안 크루스 65′ · 라마니 76′ · 킨타나 90+2′ | 경기장: 오 바오 심판: 혼 안데르 곤살레스 에스테반 |  |  |
|                  |            |        |                                                      |                                                   |  |  |

| 2020년 12월 16일 | 레알타드 (3) | 1–2    | 알코르콘 (2)       | 비야비시오사                                         |  |  |
| 15:30            | 블랑코 89′   | 리포트 | 레쿠 3′ · 소사 60′ | 경기장: 레스 칼레예스 심판: 알레한드로 무니스 루이스 |  |  |
|                  |              |        |                    |                                                      |  |  |

| 2020년 12월 16일 | 부르고스 (3)              | 2–0    | 안도라 (3) | 부르고스                                                 |  |  |
| 16:00            | 고메스 57′ · 베르혼 90+1′ | 리포트 |            | 경기장: 엘 플란티오 심판: 다비드 이글레시아스 구티에레스 |  |  |
|                  |                           |        |            |                                                          |  |  |

| 2020년 12월 16일 | 킨타나르 델 레이 (4) | 1–2    | 스포르팅 히혼 (2)       | 알바세테                                                                          |  |  |
| 18:00            | 리카르 47′           | 리포트 | 추미치 63′ · 로페스 90′ | 경기장: 시우다드 데포르티바 안드레스 이니에스타 심판: 미겔 앙헬 오르티스 아리아스 |  |  |
|                  |                      |        |                         |                                                                                   |  |  |

| 2020년 12월 16일 | 로스피탈레트 (3) | 1–4    | 알메리아 (2)                                                   | 로스피탈레트 데 료브레가트                          |  |  |
| 18:00            | 카르모나 46′     | 리포트 | 아피아 26′ · 디에고 39′ (자책골) · 라마사니 89′ · 아케체 90+2′ | 경기장: 시립 경기장 심판: 호세 안토니오 로페스 토카 |  |  |
|                  |                  |        |                                                                |                                                     |  |  |

| 2020년 12월 16일 | 산 페르난도 (3) | 0–2    | 카스테욘 (2)                | 산 페르난도                                                 |  |  |
| 18:00            |                 | 리포트 | 페르난데스 35′ · 무뇨스 37′ | 경기장: 이베로아메리카노 심판: 다마소 아르세디아노 모네시요 |  |  |
|                  |                 |        |                             |                                                             |  |  |

| 2020년 12월 16일 | 코르도바 (3)          | 1–0    | 알바세테 (2) | 코르도바                                                       |  |  |
| 18:00            | 고로시토 63′ (자책골) | 리포트 |              | 경기장: 누에보 아르캉헬 심판: 하비에르 이글레시아스 비야누에바 |  |  |
|                  |                       |        |              |                                                                |  |  |

| 2020년 12월 16일 | 누만시아 (3)                                      | 4–1    | 로르카 데포르티바 (3) | 소리아                                           |  |  |
| 18:30            | 모하 28′ · 타마요 41′ · 만사나라 66′ · 코랄 90+1′ | 리포트 | 바로니 59′            | 경기장: 로스 파하리토스 심판: 세르히오 우손 로셀 |  |  |
|                  |                                                   |        |                       |                                                  |  |  |

| 2020년 12월 16일 | 라싱 무르시아 (4) | 0–5    | 레반테 (1)                                         | 로르카                                                                          |  |  |
| 19:00            |                   | 리포트 | 레온 24′, 33′, 64′ · 코호라슈빌리 87′ · 코케 90+1′ | 경기장: 프란시스코 아르테스 카라스코 심판: 이시드로 디아스 데 메라 에스쿠데로스 |  |  |
|                  |                   |        |                                                    |                                                                                 |  |  |

| 2020년 12월 16일 | 카르다사르 (4) | 0–3    | 아틀레티코 마드리드 (1)                | 산트 료렌스 데스 카르다사르                          |  |  |
| 19:00            |                | 리포트 | 르마르 24′ · 산체스 42′ · 브르살코 83′ | 경기장: 에스 몰레테르 심판: 호르헤 피게로아 바스케스 |  |  |
|                  |                |        |                                        |                                                      |  |  |

| 2020년 12월 16일 | 테라사 (4)                 | 2–4 (연) | 발렌시아 (1)                                         | 테라사                                            |  |  |
| 19:00            | 파스콸 9′ · 페르난데스 50′ | 리포트   | 솔레르 83′ (페널티) · 무사 90+1′ · 게드스 103′, 108′ | 경기장: 올림피크 심판: 기예르모 콰드라 페르난데스 |  |  |
|                  |                            |          |                                                      |                                                   |  |  |

| 2020년 12월 16일 | 라스 로사스 (3) | 1–0    | 미란데스 (2) | 라스 로사스                                        |  |  |
| 19:00            | 카라스코 10′    | 리포트 |              | 경기장: 나발카르본 심판: 후안 루이스 풀리도 산타나 |  |  |
|                  |                 |        |              |                                                    |  |  |

| 2020년 12월 16일 | 랴고스테라 (3) | 0–1 (연) | 에스파뇰 (2) | 랴고스테라                                                |  |  |
| 19:00            |                | 리포트   | 푸아도 93′   | 경기장: 시립 경기장 심판: 다니엘 헤수스 트루히요 수아레스 |  |  |
|                  |                |          |              |                                                           |  |  |

| 2020년 12월 16일 | 이비사 이슬라스 피티우사스 (4) | 0–2    | 사바델 (2)                  | 이비사                                     |  |  |
| 19:00            |                                | 리포트 | 케롤 79′ · 스토이치코브 90′ | 경기장: 칸 미세스 심판: 사울 아이스 레이그 |  |  |
|                  |                                |        |                             |                                            |  |  |

| 2020년 12월 16일 | 아틀레티코 발레아레스 (3) | 0–1    | 푸엔라브라다 (2) | 팔마 데 마요르카                            |  |  |
| 19:00            |                           | 리포트 | 아우두 64′       | 경기장: 발레아르 심판: 루벤 아발로스 바레라 |  |  |
|                  |                           |        |                  |                                             |  |  |

| 2020년 12월 16일 | 아모레비에타 (3) | 1–0    | 로그로녜스 (2) | 아모레비에타                              |  |  |
| 19:00            | 알바로 45′       | 리포트 |                | 경기장: 우리체 심판: 다비드 갈베스 라스콘 |  |  |
|                  |                  |        |                |                                           |  |  |

| 2020년 12월 16일 | 인테르나시오날 마드리드 (3) | 0–3    | 리나레스 (3)                   | 비야비시오사 데 오돈                               |  |  |
| 19:00            |                             | 리포트 | 카르니세르 16′ · 첸도 54′, 88′ | 경기장: 시립 경기장 심판: 안드레스 푸엔테스 몰리나 |  |  |
|                  |                             |        |                                |                                                    |  |  |

| 2020년 12월 16일 | 힘나스티카 토렐라베가 (4) | 0–2 (연)       | 사라고사 (2)            | 토렐라베가                                     |  |  |
| 19:00            |                           | 리포트 리포트] | 아손 100′ · 세라노 106′ | 경기장: 엘 말레콘 심판: 고르카 사게스 오스코스 |  |  |
|                  |                           |                |                         |                                                |  |  |

| 2020년 12월 16일 | 구이후엘로 (3) | 0–1    | 마요르카 (2) | 구이후엘로                                                    |  |  |
| 19:30            |                | 리포트 | 아브돈 73′   | 경기장: 루이스 라모스 심판: 프란시스코 호세 에르난데스 마에소 |  |  |
|                  |                |        |              |                                                               |  |  |

| 2020년 12월 16일 | 라요 마하다온다 (3) | 1–2 (연) | 예클라노 (3)               | 마하다온다               |  |  |
| 19:30            | 누녜스 64′          | 리포트   | 사우라 60′ · 바케로 120+1′ | 경기장: 세로 델 에스피노 |  |  |
|                  |                     |          |                            |                          |  |  |

| 2020년 12월 16일 | 마르베야 (3)       | 1–0 (연)       | 례이다 에스포르티우 (3) | 마르베야                                                          |  |  |
| 20:00            | 아뇬 104′ (페널티) | 리포트 리포트] |                         | 경기장: 안토니오 로렌소 쿠에바스 심판: 알레한드로 파티뇨 알바레스 |  |  |
|                  |                    |                |                         |                                                                   |  |  |

| 2020년 12월 16일 | 칼라오라 (3) | 0–1    | 라 누시아 (3) | 칼라오라                                             |  |  |
| 20:30            |              | 리포트 | 모르가도 62′  | 경기장: 라 플라니야 심판: 알베르트 아발로스 마르토스 |  |  |
|                  |              |        |               |                                                      |  |  |

| 2020년 12월 16일 | 부뇰 (5)          | 1–2    | 엘체 (1)              | 부뇰                                                          |  |  |
| 21:00            | 칼보 12′ (자책골) | 리포트 | 니노 66′ · 리고니 72′ | 경기장: 시우다드 데포르티바 레반테 심판: 마리오 멜레로 로페스 |  |  |
|                  |                   |        |                       |                                                               |  |  |

| 2020년 12월 16일 | 링콘 (5) | 0–2    | 알라베스 (1)      | 말라가                                             |  |  |
| 21:00            |          | 리포트 | 구이데티 32′, 59′ | 경기장: 라 로살레다 심판: 후안 마르티네스 무누에라 |  |  |
|                  |          |        |                   |                                                    |  |  |

| 2020년 12월 16일 | 레이오아 (3) | 0–6    | 비야레알 (1)                                                                      | 레이오아                                              |  |  |
| 21:00            |              | 리포트 | 피노 6′ · 니뇨 20′ (페널티) · 코스타 60′ · 샤클라 66′ · 미얀 81′ · 페드라사 90+2′ | 경기장: 사리에나 심판: 차비에르 에스트라다 페르난데스 |  |  |
|                  |              |        |                                                                                   |                                                       |  |  |

| 2020년 12월 16일  | 마리노 (3) | 0–1    | 코르넬랴 (3) | 아로나                                                            |  |  |
| 23:30 (22:30 WET) |            | 리포트 | 플라 66′     | 경기장: 안토니오 도밍게스 알폰소 심판: 알레한드로 킨테로 곤살레스 |  |  |
|                   |            |        |              |                                                                   |  |  |

| 2020년 12월 17일 | 데포르티보 (3) | 1–0    | 엘 에히도 (3) | 라 코루냐                                           |  |  |
| 17:00            | 에르난데스 13′ | 리포트 |               | 경기장: 리아소르 심판: 레안드로 카르바할레스 고메스 |  |  |
|                  |                |        |               |                                                     |  |  |

| 2020년 12월 17일 | 나발카르네로 (3) | 1–0    | 바다호스 (3) | 나발카르네로                                                |  |  |
| 18:00            | 에스나이데르 31′ | 리포트 |              | 경기장: 마리아노 곤살레스 심판: 후안 마누엘 루이스 아길레라 |  |  |
|                  |                  |        |              |                                                             |  |  |

| 2020년 12월 17일 | 아나이타수나 (4) | 1–2    | 헤타페 (1)                     | 아스코이티아                                  |  |  |
| 19:00            | 에스쿠르차 55′   | 리포트 | 위날 73′ · 앙헬 90+4′ (페널티) | 경기장: 첼로이아 심판: 아드리안 코르데로 베가 |  |  |
|                  |                  |        |                                |                                               |  |  |

| 2020년 12월 17일 | 리바두미아 (4) | 0–2    | 카디스 (1)                | 리바두미아                                            |  |  |
| 19:00            |                | 리포트 | 가리도 33′ · 말바시치 52′ | 경기장: 노부 아 센라 심판: 파블로 곤사렐스 푸에르테스 |  |  |
|                  |                |        |                           |                                                       |  |  |

| 2020년 12월 17일 | 산 후안 (4) | 0–2    | 그라나다 (1)           | 팜플로나                                                |  |  |
| 19:00            |             | 리포트 | 케네지 1′ · 몰리나 26′ | 경기장: 도니바네 심판: 알레한드로 에르난데스 에르난데스 |  |  |
|                  |             |        |                        |                                                         |  |  |

| 2020년 12월 17일 | 힘나스티카 세고비아나 (4) | 0–2    | 지로나 (2)        | 세고비아                                       |  |  |
| 19:00            |                           | 리포트 | 부스토스 39′, 77′ | 경기장: 라 알부에라 심판: 알바로 모레노 아라곤 |  |  |
|                  |                           |        |                   |                                                |  |  |

| 2020년 12월 17일 | 테루엘 (4)               | 2–3 (연) | 라요 바예카노 (2)                       | 테루엘                                                   |  |  |
| 19:00            | 오틴 90+4′ · 우알데 103′ | 리포트   | 마르토스 38′ · 안토닌 93′ · 발렌틴 119′ | 경기장: 라 피니야 심판: 에두아르도 프리에토 이글레시아스 |  |  |
|                  |                          |          |                                         |                                                          |  |  |

| 2020년 12월 17일 | 이비사 (UD) (3)       | 2–1 (연) | 콤포스텔라 (3) | 이비사                                                |  |  |
| 19:00            | 시보 6′ · 카스텔 106′ | 리포트   | 아벨렌다 20′   | 경기장: 칸 미세스 심판: 후안 안토니오 캄포스 살리나스 |  |  |
|                  |                       |          |                |                                                       |  |  |

| 2020년 12월 17일 | 쿨투랄 레오네사 (3) | 1–0    | 비야노벤세 (3) | 레온                                                |  |  |
| 19:00            | 디오니 42′          | 리포트 |                | 경기장: 레이노 데 레온 심판: 알렉산드레 로페스 빌라 |  |  |
|                  |                     |        |                |                                                     |  |  |

| 2020년 12월 17일 | 무틸베라 (3) | 1–0    | 라싱 산탄데르 (3) | 아랑구렌                                        |  |  |
| 19:00            | 브리뇰 76′   | 리포트 |                   | 경기장: 무틸노바 심판: 아드리안 칼보 마르티네스 |  |  |
|                  |              |        |                   |                                                 |  |  |

| 2020년 12월 17일 | UCAM 무르시아 (3) | 0–2    | 베티스 (1)                  | 무르시아                                         |  |  |
| 19:30            |                   | 리포트 | 몬토야 44′ · 로드리게스 74′ | 경기장: 라 콘도미나 심판: 다비드 메디에 히메네스 |  |  |
|                  |                   |        |                             |                                                  |  |  |

| 2020년 12월 17일 | 페냐 데포르티바 (3)                           | 4–1    | 타라소나 (3)           | 산타 에울라리아 데스 리우                          |  |  |
| 19:30            | 로페스 35′ (페널티), 84′ · A. 산체스 59′, 70′ | 리포트 | L. 산체스 43′ (페널티) | 경기장: 시립 경기장 심판: 페르난도 부에노 프리에토 |  |  |
|                  |                                               |        |                        |                                                    |  |  |

| 2020년 12월 17일 | 바레아 (4) | 0–4    | 라스 팔마스 (2)                                        | 바레아                                                            |  |  |
| 20:00            |            | 리포트 | 세드레스 7′ · 레모스 34′ · 이에메요 35′ · 쿠르벨로 66′ | 경기장: 시립 경기장 심판: 아이토르 고로스테기 페르난데스-오르테가 |  |  |
|                  |            |        |                                                        |                                                                   |  |  |

| 2020년 12월 17일 | 폰테베드라 (3)            | 2–1    | 카르타헤나 (2) | 폰테베드라                                        |  |  |
| 20:00            | 곤살레스 24′ · 칼비요 65′ | 리포트 | 엘라디 82′     | 경기장: 파사론 심판: 올리베르 데 라 푸엔테 라모스 |  |  |
|                  |                           |        |                |                                                   |  |  |

| 2020년 12월 17일 | 알코야노 (3)                                            | 4–1    | 라레도 (3) | 알코이                                         |  |  |
| 20:15            | 호니 6′ · 무라드 34′ · 후아난 50′ · 로페스 63′ (페널티) | 리포트 | 알타딜 45′ | 경기장: 엘 코야오 심판: 제라르드 브룰 아세레테 |  |  |
|                  |                                                         |        |            |                                                |  |  |

| 2020년 12월 17일 | 엑스트레마두라 (3) | 1–2    | 소쿠에야모스 (3)          | 알멘드랄레호                                               |  |  |
| 20:30            | 메사 85′           | 리포트 | 도밍게스 32′ · 모로스 72′ | 경기장: 프란시스코 데 라 에라 심판: 에데르 마요 페르난데스 |  |  |
|                  |                    |        |                           |                                                            |  |  |

| 2020년 12월 17일 | 라싱 리오하 (4) | 0–2    | 에이바르 (1)  | 아로                                         |  |  |
| 21:00            |                 | 리포트 | 레온 36′, 82′ | 경기장: 엘 마소 심판: 산티아고 하이메 라트레 |  |  |
|                  |                 |        |               |                                              |  |  |

| 2020년 12월 17일 | 야네라 (4) | 0–5    | 셀타 비고 (1)                                       | 오비에도                                             |  |  |
| 21:00            |            | 리포트 | 데 레온 41′ · 놀리토 54′, 75′ · 모르 60′ · 마요 83′ | 경기장: 카를로스 타르티에레 심판: 세사르 소토 그라도 |  |  |
|                  |            |        |                                                     |                                                      |  |  |

| 2020년 12월 23일 | 아로 (3)                  | 2–1    | 리넨세 (3)          | 아로                                         |  |  |
| 18:30            | 부에노 43′ · 가리도 90+4′ | 리포트 | 카마초 23′ (페널티) | 경기장: 엘 마소 심판: 안토니오 몬테르 솔란스 |  |  |
|                  |                           |        |                     |                                              |  |  |

| 2020년 12월 23일 | 사모라 (3)                           | 2–1    | 로그로녜스 (SD) (3) | 사모라                                                  |  |  |
| 19:00            | 에르난데스 28′ (페널티) · 바예호 61′ | 리포트 | 에체베리아 90+1′    | 경기장: 루타 데 라 플라타 심판: 세르히오 델 리오 로사노 |  |  |
|                  |                                      |        |                     |                                                         |  |  |

| 2020년 12월 30일 | 포블렌세 (3)   | 1–2    | 올로트 (3)                  | 사 포블라                                             |  |  |
| 12:00            | 페르난데스 54′ | 리포트 | 추메트라 38′ · 바르닐스 47′ | 경기장: 노우 캄 심판: 프란시스코 호세 오르테가 에레라 |  |  |
|                  |                |        |                             |                                                       |  |  |

1. ↑  토마레스는 안방인 토마레스의 산 세바스티안이 경기 중계 조건을 만족시키지 못함에 따라 대신에 세비야의 라 카르투하에서 경기를 치렀다.
2. ↑  칸톨라과는 본래 안방인 상구에사의 시립 경기장이 경기 중계 조건을 만족시키지 못함에 따라 대신에 에스테야-리사라의 메르카톤도아에서 경기를 치렀다.
3. ↑  킨타나르 델 레이는 코로나19 범유행으로 인해 무관중으로 경기를 치르는 것을 막기 위해  킨타나르 델 레이의 안방 산 마르코스 대신에 알바세테의 시우다드 데포르티바 안드레스 이니에스타에서 경기를 치렀다.
4. ↑  라싱 무르시아는 본래 안방인 토레-파체코의 돌로레스 데 파체코 시립 경기장이 중계 가능 조건을 만족시키지 못함에 따라 프란시스코 아르테스 카라스코에서 대신 경기를 치렀다.
5. ↑  부뇰안 안방인 부뇰의 벨트란 바게나가 경기 중계 가능 조건을 만족시키지 못함에 따라 대신 부뇰의 시우다드 데포르티바 레반테에서 경기를 치렀다.
6. ↑  링콘은 본래 안방인 링콘 데 라 빅토리아의 프란시스코 로메로가 경기 중계 가능 조건을 만족시키지 못함에 따라 대신 말라가의 라 로살레다에서 경기를 치렀다.
7. ↑  라싱 리오하는 본래 안방인 로그로뇨의 엘 살바도르가 경기 중계 조건을 만족하지 못함에 따라 대신 아로의 엘 마소에서 경기를 치렀다.
8. ↑  야네라는 본래 안방인 야네라의 페페 키마란이 경기 중계 조건을 만족하지 못함에 따라 대신 오비에도의 카를로스 타르티에레에서 경기를 치렀다.
9. ↑  이 경기는 본래 2020년 12월 16일에 치러질 예정이었으나, 리넨세 선수 몇 명과 직원들 중 코로나19 확진자가 나오면서 일정이 연기되었다.
10. ↑  이 경기는 본래 2020년 12월 16일에 치러질 예정이었으나, 로그로녜스 (SD) 선수 몇 명과 직원들 중 코로나19 확진자가 나오면서 일정이 연기되었다.
11. ↑  이 경기는 본래 2020년 12월 16일에 치러질 예정이었으나, 포블렌세 선수 몇 명과 직원들 중 코로나19 확진자가 나오면서 일정이 연기되었다.

## 2라운드

### 추첨
추첨식은 라스 로사스의 스페인 왕립 축구 연맹 본부에서 2020년 12월 18일에 진행되었다. 2라운드에 참가하는 구단들은 2020-21 시즌의 소속 리그에 따라 4개 포트로 나뉘었다. 테르세라 디비시온 소속 구단들은 라 리가 구단들과 맞대결이 성사되었고, 남은 세군다 디비시온 B와 테르세라 디비시온 구단들은 라 리가와 세군다 디비시온의 구단들과 짝지어졌다. 경기는 하부 리그 구단의 안방에서 치러졌다.
| 1포트 코파 페데라시온 진출 자격 1개 구단 | 2포트 세군다 디비시온 B 소속 22개 구단 | 3포트 세군다 디비시온 소속 17개 구단 | 4포트 라 리가 소속 16개 구단 |
| 라스 로사스                              | 알코야노 아모레비에타 부르고스 코르도바 코르넬랴 쿨투랄 레오네사 데포르티보 아로† 라 누시아 리나레스 마르베야 무틸베라 나발카르네로 누만시아 올로트† 페냐 데포르티바 폰테베드라 포르투갈레테 소쿠에야모스 이비사 (UD) 예클라노 사모라† | 알코르콘 알메리아 카스테욘 에스파뇰 푸엔라브라다 지로나 라스 팔마스 레가네스 루고 말라가 마요르카 오비에도 라요 바예카노 사바델 스포르팅 히혼 테네리페 사라고사 | 알라베스 아틀레티코 마드리드 카디스 셀타 비고 에이바르 엘체 헤타페 그라나다 우에스카 레반테 오사수나 베티스 세비야 발렌시아 바야돌리드 비야레알 |

† 추첨 당시 2라운드에 진출하기 전이었음

### 경기 결과
| 2021년 1월 5일 | 이비사 (UD) (3)                                                        | 5–2    | 셀타 비고 (1)             | 이비사                                           |  |  |
| 17:00          | 카스텔 12′, 27′ · 하비 페레스 28′ · 몰리나 61′ (페널티) · 로다도 90+3′ | 리포트 | 미나 78′ · 홀스그로브 87′ | 경기장: 칸 미세스 심판: 후안 마르티네스 무누에라 |  |  |
|                |                                                                        |        |                           |                                                  |  |  |

| 2021년 1월 5일 | 코르도바 (3) | 1–0    | 헤타페 (1) | 코르도바                                                       |  |  |
| 17:00          | 윌리 6′      | 리포트 |            | 경기장: 누에보 아르캉헬 심판: 알레한드로 에르난데스 에르난데스 |  |  |
|                |              |        |            |                                                                |  |  |

| 2021년 1월 5일 | 리나레스 (3) | 0–2    | 세비야 (1)                         | 리나레스                                                      |  |  |
| 19:00          |              | 리포트 | 오스카르 45+1′ · 라라 47′ (자책골) | 경기장: 리나레호스 심판: 이시드로 디아스 데 메라 에스쿠데로스 |  |  |
|                |              |        |                                    |                                                               |  |  |

| 2021년 1월 5일 | 사모라 (3)   | 1–4    | 비야레알 (1)                              | 사모라                                               |  |  |
| 19:00          | 라모스 45+2′ | 리포트 | 바카 31′ · 피노 43′ · 니뇨 73′ · 라바 88′ | 경기장: 루타 데 라 플라타 심판: 발렌틴 피사로 고메스 |  |  |
|                |              |        |                                           |                                                      |  |  |

| 2021년 1월 5일 | 마르베야 (3)                         | 2–3 (연) | 바야돌리드 (1)                  | 마르베야                                                        |  |  |
| 21:00          | 그라네로 60′ (페널티) · 구디뇨 90+1′ | 리포트   | 살라사르 52′ · 플라노 74′, 110′ | 경기장: 안토니오 로렌소 쿠에바스 심판: 하비에르 알베롤라 로하스 |  |  |
|                |                                      |          |                                 |                                                                 |  |  |

| 2021년 1월 5일 | 알코르콘 (2)              | 2–1    | 사라고사 (2) | 알코르콘                                       |  |  |
| 21:00          | 에르네스토 42′ · 레온 89′ | 리포트 | 하이 4′      | 경기장: 산토 도밍고 심판: 루벤 아발로스 바레라 |  |  |
|                |                           |        |              |                                                |  |  |

| 2021년 1월 6일 | 포르투갈레테 (3) | 1–2    | 레반테 (1)      | 포르투갈레테                                     |  |  |
| 12:00          | 무시 62′         | 리포트 | 레온 29′, 90+3′ | 경기장: 라 플로리다 심판: 아드리안 코르데로 베가 |  |  |
|                |                  |        |                 |                                                  |  |  |

| 2021년 1월 6일 | 라 누시아 (3) | 0–1    | 엘체 (1) | 라 누시아                                        |  |  |
| 12:00          |               | 리포트 | 보예 46′ | 경기장: 카밀로 카노 심판: 다비드 메디에 히메네스 |  |  |
|                |               |        |          |                                                  |  |  |

| 2021년 1월 6일 | 누만시아 (3)        | 1–2    | 알메리아 (2)          | 소리아                                                   |  |  |
| 12:00          | 메누도 58′ (페널티) | 리포트 | 로베르토네 44′, 90+2′ | 경기장: 로스 파하리토스 심판: 이오수 갈레크 아페스테기아 |  |  |
|                |                     |        |                       |                                                          |  |  |

| 2021년 1월 6일 | 소쿠에야모스 (3) | 0–2    | 레가네스 (2)      | 소쿠에야모스                                         |  |  |
| 13:00          |                  | 리포트 | 부아 7′ · 미겔 8′ | 경기장: 파키토 히메네스 심판: 고르카 사게스 오스코스 |  |  |
|                |                  |        |                   |                                                      |  |  |

| 2021년 1월 6일 | 무틸베라 (3) | 1–3    | 베티스 (1)                             | 아랑구렌                                      |  |  |
| 17:00          | 브리뇰 5′    | 리포트 | 미란다 35′ · 이메르송 37′ · 후안미 61′ | 경기장: 무틸노바 심판: 산티아고 하이메 라트레 |  |  |
|                |              |        |                                        |                                               |  |  |

| 2021년 1월 6일 | 쿨투랄 레오네사 (3) | 1–2 (연) | 그라나다 (1)             | 레온                                                        |  |  |
| 17:00          | 로비롤라 3′         | 리포트   | 몰리나 19′ · 마치스 116′ | 경기장: 레이노 데 레온 심판: 차비에르 에스트라다 페르난데스 |  |  |
|                |                     |          |                          |                                                             |  |  |

| 2021년 1월 6일 | 아로 (3)    | 1–3    | 라요 바예카노 (2)            | 아로                                               |  |  |
| 17:00          | 혼 이루 65′ | 리포트 | 카스미 26′, 45′ · 마르틴 72′ | 경기장: 엘 마소 심판: 다마소 아르세디아노 모네시요 |  |  |
|                |             |        |                              |                                                    |  |  |

| 2021년 1월 6일 | 나발카르네로 (3) | 1–0    | 라스 팔마스 (2) | 나발카르네로                                                     |  |  |
| 17:00          | 게레이로 90′     | 리포트 |                 | 경기장: 마리아노 곤살레스 심판: 하비에르 이글레시아스 비야누에바 |  |  |
|                |                  |        |                 |                                                                  |  |  |

| 2021년 1월 6일 | 코르넬랴 (3) | 1–0    | 아틀레티코 마드리드 (1) | 코르넬랴 데 료브레가트                                |  |  |
| 18:00          | 히메네스 7′  | 리포트 |                         | 경기장: 신 시립 구장 심판: 기예르모 콰드라 페르난데스 |  |  |
|                |              |        |                         |                                                       |  |  |

| 2021년 1월 6일 | 올로트 (3) | 0–3    | 오사수나 (1)                                       | 올로트                                                  |  |  |
| 19:00          |            | 리포트 | 오이에르 2′ · 부디미르 65′ · 바르하 90+1′ (페널티) | 경기장: 시립 경기장 심판: 호세 마리아 산체스 마르티네스 |  |  |
|                |            |        |                                                    |                                                         |  |  |

| 2021년 1월 6일 | 데포르티보 (3) | 0–1    | 알라베스 (1) | 라 코루냐                                         |  |  |
| 19:00          |                | 리포트 | 리오하 75′   | 경기장: 리아소르 심판: 파블로 곤살레스 푸에르테스 |  |  |
|                |                |        |              |                                                   |  |  |

| 2021년 1월 6일 | 부르고스 (3) | 0–2    | 에스파뇰 (2)          | 부르고스                                            |  |  |
| 19:00          |              | 리포트 | 우 57′ · 스벤손 90+3′ | 경기장: 엘 플란티오 심판: 호세 안토니오 로페스 토카 |  |  |
|                |              |        |                       |                                                     |  |  |

| 2021년 1월 6일 | 카스테욘 (2) | 0–2    | 테네리페 (2)         | 카스테욘 데 라 플라나                             |  |  |
| 20:00          |              | 리포트 | 바다 4′ · 루이스 45′ | 경기장: 카스탈리아 심판: 알레한드로 무니스 루이스 |  |  |
|                |              |        |                      |                                                   |  |  |

| 2021년 1월 6일                                                          | 푸엔라브라다 (2)                      | 2–2 (연) (7–6 승부차기)                                               | 마요르카 (2)                     | 푸엔라브라다                                              |  |  |
| 21:00                                                                   | 디에게스 55′ · 곤살레스 100′ (자책골) | 리포트                                                                | 트라이코프스키 11′ · 아브돈 115′ | 경기장: 페르난도 토레스 심판: 루이스 마리오 미야 알벤디스 |  |  |
|                                                                         |                                       | 승부차기                                                              |                                  |                                                           |  |  |
| 물라 · 캉테 · 은테카 · 프란추 · 디에게스 · 시스 · 소티요스 · 글라우데르 |                                       | 세비야 · 주니오르 · 무릴로 · 아브돈 · 쿠프레 · 가메스 · 루소 · 산체스 |                                  |                                                           |  |  |
|                                                                         |                                       |                                                                       |                                  |                                                           |  |  |

| 2021년 1월 6일 | 말라가 (2)    | 1–0 (연) | 오비에도 (2) | 말라가                                              |  |  |
| 21:00          | 차바리아 118′ | 리포트   |              | 경기장: 라 로살레다 심판: 후안 루이스 풀리도 산타나 |  |  |
|                |               |          |              |                                                     |  |  |

| 2021년 1월 7일                         | 페냐 데포르티바 (3) | 0–0 (연) (2–0 승부차기)                 | 사바델 (2) | 산타 에울라리아 데스 리우                                         |  |  |
| 19:00                                  |                     | 리포트                                  |            | 경기장: 시립 경기장 심판: 아이토르 고로스테기 페르난데스-오르테가 |  |  |
|                                        |                     | 승부차기                                |            |                                                                   |  |  |
| 크루스 · 데 발 · 힐베르트 · 크리스테토 |                     | 구루세타 · 보니케트 · 케롤 · 마르티네스 |            |                                                                   |  |  |
|                                        |                     |                                         |            |                                                                   |  |  |

| 2021년 1월 7일 | 아모레비에타 (3) | 0–1    | 스포르팅 히혼 (2) | 아모레비에타                                         |  |  |
| 19:00          |                  | 리포트 | 살바도르 74′      | 경기장: 우리체 심판: 다니엘 헤수스 트루히요 수아레스 |  |  |
|                |                  |        |                   |                                                      |  |  |

| 2021년 1월 7일                               | 폰테베드라 (3) | 0–0 (연) (4–5 승부차기)                      | 카디스 (1) | 파사론                                  |  |  |
| 19:00                                        |                | 리포트                                       |            | 경기장: 파사론 심판: 세사르 소토 그라도 |  |  |
|                                              |                | 승부차기                                     |            |                                         |  |  |
| 캄포스 · 루포 · 칼비요 · 곤살레스 · 바스케스 |                | 말바시치 · 폼보 · 로사노 · 아카포 · 아데카녜 |            |                                         |  |  |
|                                              |                |                                              |            |                                         |  |  |

| 2021년 1월 7일 | 예클라노 (3) | 1–4    | 발렌시아 (1)                                    | 예클라                                                        |  |  |
| 19:00          | 오카 46′     | 리포트 | 이 7′ · 라치치 9′ · 소브리노 34′ · 코헤이아 53′ | 경기장: 라 콘스티투시온 심판: 리카르도 데 부르고스 벵고에체아 |  |  |
|                |              |        |                                                 |                                                               |  |  |

| 2021년 1월 7일 | 지로나 (2)                             | 2–1 (연) | 루고 (2)    | 지로나                                                  |  |  |
| 19:00          | 마르셀로 115′ (자책골) · 부에노 120+3′ | 리포트   | 라모스 103′ | 경기장: 몬틸리비 심판: 에두아르도 프리에토 이글레시아스 |  |  |
|                |                                        |          |             |                                                         |  |  |

| 2021년 1월 7일 | 알코야노 (3)          | 2–1    | 우에스카 (1) | 알코이                                           |  |  |
| 21:00          | 무라드 16′ · 몰토 85′ | 리포트 | 세오아네 38′ | 경기장: 엘 코야오 심판: 호르헤 피게로아 바스케스 |  |  |
|                |                       |        |              |                                                  |  |  |

| 2021년 1월 7일 | 라스 로사스 (3)                  | 3–4 (연) | 에이바르 (1)                                 | 라스 로사스                                   |  |  |
| 21:00          | 로사다 73′ · 밍고 76′ · 갈반 79′ | 리포트   | 무토 14′ · 키케 18′ · 레온 69′ · 엔리크 108′ | 경기장: 나발카르본 심판: 마리오 멜레로 로페스 |  |  |
|                |                                  |          |                                              |                                               |  |  |

## 32강전

### 추첨
수페르코파 데 에스파냐에 참가한 4개 구단이 우선적으로 하위 리그 구단들과 편성되었다. 그 후, 나머지 하위 리그 구단들은 남은 라 리가 구단들과 짝지어졌다. 경기는 필로메나 폭풍의 영향을 받은 구단들을 제외하고 하부 리그 구단의 안방에서 치러졌다. 추첨식은 2021년 1월 8일에 진행되었다.
| 1포트 세군다 디비시온 B 소속 6개 구단                               | 2포트 수페르코파 데 에스파냐 참가 4개 구단               | 3포트 라 리가 소속 12개 구단                                                                      | 4포트 세군다 디비시온 소속 10개 구단                                                                |
| 알코야노 코르도바 코르넬랴 나발카르네로 페냐 데포르티바 이비사 (UD) | 아틀레틱 빌바오 바르셀로나 레알 마드리드 레알 소시에다드 | 알라베스 카디스 에이바르 엘체 그라나다 레반테 오사수나 베티스 세비야 발렌시아 바야돌리드 비야레알 | 알코르콘 알메리아 에스파뇰 푸엔라브라다 지로나 레가네스 말라가 라요 바예카노 스포르팅 히혼 테네리페 |

### 경기 결과
| 2021년 1월 16일 | 페냐 데포르티바 (3) | 1–4 (연) | 바야돌리드 (1)                                            | 산타 에울라리아 데스 리우                        |  |  |
| 12:00           | 안드라다 13′        | 리포트   | 미첼 62′ (페널티) · 메사 96′ (페널티), 112′ · 플라노 116′ | 경기장: 시립 경기장 심판: 다비드 메디에 히메네스 |  |  |
|                 |                     |          |                                                           |                                                  |  |  |

| 2021년 1월 16일 | 알메리아 (2)                                                                  | 5–0    | 알라베스 (1) | 알메리아                                                  |  |  |
| 12:00           | 사디크 8′, 45+1′ · 아케체 45′ · 바타글리아 52′ (자책골) · 비야르 81′ (페널티) | 리포트 |              | 경기장: 지중해 게임 경기장 심판: 하비에르 알베롤라 로하스 |  |  |
|                 |                                                                               |        |              |                                                           |  |  |

| 2021년 1월 16일 | 지로나 (2)      | 2–0    | 카디스 (1) | 지로나                                      |  |  |
| 16:00           | 발레리 48′, 58′ | 리포트 |            | 경기장: 몬틸리비 심판: 발렌틴 피사로 고메스 |  |  |
|                 |                 |        |            |                                             |  |  |

| 2021년 1월 16일                         | 푸엔라브라다 (2) | 1–1 (연) (2–4 승부차기)           | 레반테 (1)              | 라스 로사스                                                |  |  |
| 18:00                                   | 가르세스 68′     | 리포트                            | 글라우데르 19′ (자책골) | 경기장: 라 시우다드 델 푸트볼 심판: 산티아고 하이메 라트레 |  |  |
|                                         |                  | 승부차기                          |                         |                                                            |  |  |
| 이리바스 · 핀치 · 가르세스 · 크리스토발 |                  | 로헤르 · 멜레로 · 레온 · 두아르테 |                         |                                                            |  |  |
|                                         |                  |                                   |                         |                                                            |  |  |

| 2021년 1월 16일 | 레가네스 (2) | 0–1 (연) | 세비야 (1)   | 마드리드                                                       |  |  |
| 20:00           |              | 리포트   | 오캄포스 96′ | 경기장: 메트로폴리타노 경기장 심판: 파블로 곤살레스 푸에르테스 |  |  |
|                 |              |          |              |                                                                |  |  |

| 2021년 1월 16일 | 라요 바예카노 (2)     | 2–0    | 엘체 (1) | 라스 로사스                                                              |  |  |
| 22:00           | 베베 36′ · 카테나 78′ | 리포트 |          | 경기장: 라 시우다드 델 푸트볼 심판: 이시드로 디아스 데 메라 에스쿠데로스 |  |  |
|                 |                       |        |          |                                                                          |  |  |

| 2021년 1월 17일 | 말라가 (2) | 1–2    | 그라나다 (1)          | 말라가                                            |  |  |
| 12:00           | 킨타나 76′ | 리포트 | 페데 16′ · 몰리나 28′ | 경기장: 라 로살레다 심판: 카를로스 델 세로 그란데 |  |  |
|                 |            |        |                       |                                                   |  |  |

| 2021년 1월 17일 | 에스파뇰 (2) | 0–2    | 오사수나 (1)               | 코르넬랴 데 료브레가트                           |  |  |
| 12:00           |              | 리포트 | 마르티네스 9′ · 바르하 29′ | 경기장: RCDE 스타디움 심판: 마리오 멜레로 로페스 |  |  |
|                 |              |        |                            |                                                  |  |  |

| 2021년 1월 17일 | 스포르팅 히혼 (2) | 0–2    | 베티스 (1)                         | 히혼                                                                 |  |  |
| 16:00           |                   | 리포트 | 카날레스 28′ (페널티) · 로드리 31′ | 경기장: 엘 몰리논 관중 수: 300 심판: 리카르도 데 부르고스 벵고에체아 |  |  |
|                 |                   |        |                                    |                                                                      |  |  |

| 2021년 1월 17일 | 나발카르네로 (3)                              | 3–1    | 에이바르 (1) | 나발카르네로                                           |  |  |
| 16:00           | 하이메스 30′ (페널티) · 에스나이데르 61′, 79′ | 리포트 | 무토 16′     | 경기장: 마리아노 곤살레스 심판: 아드리안 코르데로 베가 |  |  |
|                 |                                               |        |              |                                                        |  |  |

| 2021년 1월 17일 | 테네리페 (2) | 0–1    | 비야레알 (1) | 산타 크루스 데 테네리페                                       |  |  |
| 17:00           |              | 리포트 | 니뇨 90′     | 경기장: 엘리오도로 로드리게스 로페스 심판: 세사르 소토 그라도 |  |  |
|                 |              |        |              |                                                               |  |  |

| 2021년 1월 17일 | 알코르콘 (2) | 0–2    | 발렌시아 (1)                | 라스 로사스                                                        |  |  |
| 18:00           |              | 리포트 | 코인드레디 12′ · 바예호 77′ | 경기장: 라 시우다드 델 푸트볼 심판: 차비에르 에스트라다 페르난데스 |  |  |
|                 |              |        |                             |                                                                    |  |  |

| 2021년 1월 20일 | 코르도바 (3) | 0–2    | 레알 소시에다드 (1)                 | 코르도바                                                 |  |  |
| 19:00           |              | 리포트 | 윌리앙 주제 - Willian José 57′, 84′ | 경기장: 누에보 아르캉헬 심판: 기예르모 콰드라 페르난데스 |  |  |
|                 |              |        |                                     |                                                          |  |  |

| 2021년 1월 20일 | 알코야노 (3)                 | 2–1 (연) | 레알 마드리드 (1) | 알코이                                                |  |  |
| 21:00           | - 솔베스 80′ · - 후아난 115′ | 리포트   | - 밀리탕 45′      | 경기장: 엘 코야오 심판: 호세 마리아 산체스 마르티네스 |  |  |
|                 |                              |          |                   |                                                       |  |  |

| 2021년 1월 21일 | 이비사 (UD) (3) | 1–2    | 아틀레틱 빌바오 (1)                                | 이비사                                             |  |  |
| 19:00           | 하비 페레스 12′ | 리포트 | R. 가르시아 52′ · [[]우나이 누녜스\|누녜스]] 90+1′ | 경기장: 칸 미세스 심판: 파블로 곤살레스 푸에르테스 |  |  |
|                 |                 |        |                                                    |                                                    |  |  |

| 2021년 1월 21일 | 코르넬랴 (3) | 0–2 (연) | 바르셀로나 (1)                       | 코르넬랴 데 료브레가트                            |  |  |
| 21:00           |              | 리포트   | - 뎀벨레 92′ - 브레이스웨이트 120+1′ | 경기장: 노우 캄 무니시팔 심판: 세사르 소토 그라도 |  |  |
|                 |              |          |                                      |                                                   |  |  |

참고
1. ↑  푸엔라브라다의 페르난도 토레스 구장이 필로메나 폭풍으로 경기를 진행할 수 없음에 따라 장소를 변경했다.
2. ↑  레가네스의 부타르케 구장이 필로메나 폭풍으로 경기를 진행할 수 없음에 따라 장소를 변경했다.
3. ↑  마드리드의 바예카스 구장이 필로메나 폭풍으로 경기를 진행할 수 없음에 따라 장소를 변경했다.
4. ↑  알코르콘의 산토 도밍고 구장이 필로메나 폭풍으로 경기를 진행할 수 없음에 따라 장소를 변경했다.

## 16강전

### 추첨
라 리가에 소속된 구단들이 우선 세군다 디비시온과 세군다 디비시온 B에 속한 구단들과 짝지어졌고, 경기는 세군다 디비시온 혹은 세군다 디비시온 B에 속한 구단들의 안방에서 치러졌으며, 남은 6개 라 리가 구단들은 상호 맞대결이 성사되었다. 추첨식은 2021년 1월 22일에 진행되었다.
| 1포트 세군다 디비시온 B 소속 2개 구단 | 2포트 세군다 디비시온 소속 3개 구단 | 3포트 라 리가 소속 11개 구단                                                                                   |
| 알코야노 나발카르네로                 | 알메리아 지로나 라요 바예카노       | 아틀레틱 빌바오 바르셀로나 그라나다 레반테 오사수나 베티스 레알 소시에다드 세비야 발렌시아 바야돌리드 비야레알 |

### 경기 결과
| 2021년 1월 26일 | 바야돌리드 (1)          | 2–4    | 레반테 (1)                                               | 바야돌리드                                     |  |  |
| 19:00           | 토니 13′ · 바이스만 65′ | 리포트 | 바르디 23′ · 말사 45′ · 코케 59′ · 모랄레스 80′ (페널티) | 경기장: 호세 소리야 심판: 발렌틴 피사로 고메스 |  |  |
|                 |                         |        |                                                          |                                                |  |  |

| 2021년 1월 26일 | 지로나 (2) | 0–1    | 비야레알 (1) | 지로나                                                 |  |  |
| 21:00           |            | 리포트 | 피노 19′     | 경기장: 몬틸리비 심판: 리카르도 데 부르고스 벵고에체아 |  |  |
|                 |            |        |              |                                                        |  |  |

| 2021년 1월 26일 | 베티스 (1)                            | 3–1 (연) | 레알 소시에다드 (1) | 세비야                                               |  |  |
| 21:00           | 카날레스 79′ · 이글레시아스 96′, 111′ | 리포트   | 오야르사발 13′      | 경기장: 베니토 비야마린 심판: 안토니오 마테우 라오스 |  |  |
|                 |                                       |          |                     |                                                      |  |  |

| 2021년 1월 27일 | 세비야 (1)                    | 3–0    | 발렌시아 (1) | 세비야                                                |  |  |
| 19:00           | 더 용 20′, 33′ · 라키티치 38′ | 리포트 |              | 경기장: 산체스 피스후안 심판: 카를로스 델 세로 그란데 |  |  |
|                 |                               |        |              |                                                       |  |  |

| 2021년 1월 27일                                                 | 알메리아 (2) | 0–0 (연) (5–4 승부차기)                                    | 오사수나 (1) | 알메리아                                                |  |  |
| 21:00                                                           |              | 리포트                                                     |              | 경기장: 지중해 게임 경기장 심판: 산티아고 하이메 라트레 |  |  |
|                                                                 |              | 승부차기                                                   |              |                                                         |  |  |
| 아키에메 · 코르파스 · 사디크 · 라마자니 · 데 라 오스 · 카르발류 |              | 토레스 · 몽카욜라 · 카예리 · 산체스 · 바르하 · D. 가르시아 |              |                                                         |  |  |
|                                                                 |              |                                                            |              |                                                         |  |  |

| 2021년 1월 27일 | 라요 바예카노 (2) | 1–2    | 바르셀로나 (1)       | 마드리드                                          |  |  |
| 21:00           | 가르시아 63′      | 리포트 | 메시 70′ · 더 용 80′ | 경기장: 바예카스 심판: 기예르모 콰드라 페르난데스 |  |  |
|                 |                   |        |                      |                                                   |  |  |

| 2021년 1월 28일 | 나발카르네로 (3) | 0–6    | 그라나다 (1)                                                               | 나발카르네로                                             |  |  |
| 19:00           |                  | 리포트 | 헤르만 9′ · 소로 24′ · 비코 32′ · 솔다도 34′ · 파울키에르 72′ · 몰리나 78′ | 경기장: 마리아노 곤살레스 심판: 하비에르 알베롤라 로하스 |  |  |
|                 |                  |        |                                                                            |                                                          |  |  |

| 2021년 1월 28일 | 알코야노 (3) | 1–2    | 아틀레틱 빌바오 (1)           | 알코이                                         |  |  |
| 21:00           | 카르보넬 39′ | 리포트 | 비얄리브레 53′ · 윌리암스 78′ | 경기장: 엘 코야오 심판: 다비드 메디에 히메네스 |  |  |
|                 |              |        |                               |                                                |  |  |

## 8강전

### 추첨
8개 구단은 별도의 분류 없이 추첨되었는데, 안방에서 경기를 치를 구단은 추첨 순서에 따라 결정되었다. 알메리아는 세군다 디비시온의 최후 생존 구단임에 따라 규정에 의해 상대와 무관하게 안방 경기를 치르는 것이 확정되었다. 8강전 추첨은 2021년 1월 29일에 진행되었다.
| 라 리가 7개 구단                                                  | 세군다 디비시온 1개 구단 |
| 아틀레틱 빌바오 바르셀로나 그라나다 레반테 베티스 세비야 비야레알 | 알메리아                 |

### 경기 결과
| 2021년 2월 2일 | 알메리아 (2) | 0–1    | 세비야 (1)   | 알메리아                                                             |  |  |
| 21:00          |              | 리포트 | 오캄포스 67′ | 경기장: 후에고스 메디테라네오스 심판: 차비에르 에스트라다 페르난데스 |  |  |
|                |              |        |              |                                                                      |  |  |

| 2021년 2월 3일 | 레반테 (1)    | 1–0 (연) | 비야레알 (1) | 발렌시아                                              |  |  |
| 19:00          | 로헤르 120+1′ | 리포트   |              | 경기장: 발렌시아 시립 경기장 심판: 세사르 소토 그라도 |  |  |
|                |               |          |              |                                                       |  |  |

| 2021년 2월 3일 | 그라나다 (1)                                 | 3–5 (연) | 바르셀로나 (1)                                     | 그라나다                                                    |  |  |
| 21:00          | 케네지 33′ · 솔다도 47′ · 비코 103′ (페널티) | 리포트   | 그리즈만 88′, 100′ · 알바 90+2′, 113′ · 더 용 108′ | 경기장: 로스 카르메네스 심판: 호세 마리아 산체스 마르티네스 |  |  |
|                |                                              |          |                                                    |                                                             |  |  |

| 2021년 2월 4일           | 베티스 (1) | 1–1 (연) (1–4 승부차기)                        | 아틀레틱 빌바오 (1) | 세비야                                                         |  |  |
| 21:00                    | 후안미 84′ | 리포트                                         | R. 가르시아 90+4′   | 경기장: 베니토 비야마린 심판: 알레한드로 에르난데스 에르난데스 |  |  |
|                          |            | 승부차기                                       |                     |                                                                |  |  |
| 만디 · 카날레스 · 후안미 |            | R. 가르시아 · 윌리암스 · 모르시오 · 베르치체 · |                     |                                                                |  |  |
|                          |            |                                                |                     |                                                                |  |  |

## 준결승전

### 추첨
준결승전 추첨은 2021년 2월 5일에 진행되었다.

### 요약
| 팀 1                 | 합계 | 팀 2           | 1차전 | 2차전    |
| -------------------- | ---- | -------------- | ----- | -------- |
| 세비야 (1)           | 2–3  | 바르셀로나 (1) | 2–0   | 0–3 (연) |
| 아틀레틱 빌바오 (1)' | 3–2  | 레반테 (1)     | 1–1   | 2–1 (연) |

### 1차전
| 세비야                  | 2–0    | 바르셀로나 |
| ----------------------- | ------ | ---------- |
| 쿤데 25′ · 라키티치 85′ | 리포트 |            |

| 아틀레틱 빌바오 | 1–1    | 레반테     |
| --------------- | ------ | ---------- |
| 마르티네스 58′  | 리포트 | 멜레로 26′ |

### 2차전
| 바르셀로나                                   | 3–0 (연) | 세비야 |
| -------------------------------------------- | -------- | ------ |
| 뎀벨레 12′ · 피케 90+4′ · 브레이스웨이트 95′ | 리포트   |        |

합계 3-2로 바르셀로나가 결승전에 진출함.
| 레반테     | 1–2 (연) | 아틀레틱 빌바오                          |
| ---------- | -------- | ---------------------------------------- |
| 로헤르 17′ | 리포트   | R. 가르시아 30′ (페널티) · 베렝게르 112′ |

합계 3-2로 아틀레틱 빌바오가 결승전에 진출함.

## 결승전
| 아틀레틱 빌바오 | 0–4    | 바르셀로나                               |
| --------------- | ------ | ---------------------------------------- |
|                 | 리포트 | 그리즈만 60′ · 더 용 63′ · 메시 68′, 72′ |

## 우승
| 코파 델 레이 2020–21 우승 |
| ------------------------- |
| 바르셀로나 31번째 우승    |

## 득점 집계
| 순위 | 선수              | 득점 | 구단            |
| ---- | ----------------- | ---- | --------------- |
| 1    | 세르히오 레온     | 5    | 레반테          |
| 2    | 호르헤 몰리나     | 4    | 그라나다        |
| 2    | 키케 바르하       | 4    | 오사수나        |
| 4    | 뤽 더 용          | 3    | 세비야          |
| 4    | 앙투안 그리즈만   | 3    | 바르셀로나      |
| 4    | 리오넬 메시       | 3    | 바르셀로나      |
| 4    | 프렝키 더 용      | 3    | 바르셀로나      |
| 4    | 라울 가르시아     | 3    | 아틀레틱 빌바오 |
| 4    | 페르 니뇨         | 3    | 비야레알        |
| 4    | 예레미 피노       | 3    | 비야레알        |
| 4    | 후안 에스나이데르 | 3    | 나발카르네로    |
| 4    | 오스카르 플라노   | 3    | 바야돌리드      |
| 4    | 토니 비야         | 3    | 바야돌리드      |
| 4    | 세르히오 카스텔   | 3    | 이비사 (UD)     |
| 4    | 페드로 레온       | 3    | 에이바르        |
| 4    | 라파 미르         | 3    | 우에스카        |
| 4    | 페데 비코         | 3    | 그라나다        |

## 참고
1. ↑  이 경기는 스페인의 코로나19 범유행에 따라 무관중 경기로 진행되었다.